# 尼基弗罗斯·福卡斯·巴里特拉海洛斯
尼基弗罗斯·福卡斯（希臘語：Νικηφόρος Φωκᾶς，约965年—1022年8月15日），绰号巴里特拉海洛斯（「粗脖子」；亚美尼亚语转写：Cṙ[a]viz，羅馬化：Ts'arvezi，直译：「歪脖子」），是拜占庭帝国的将领，是势力强大的福卡斯家族的最后一位重要人物。他是小巴尔达斯·福卡斯之子，皇帝尼基弗罗斯二世的侄孙。他曾经参与父亲于987-989年发动的反对巴西尔二世的叛乱，并于父亲死后获得了皇帝的赦免。1022年，他与尼基弗罗斯·克西菲阿斯再度发动叛乱，起初得到了广泛的支持，但两人之间的不信任导致了内斗，尼基弗罗斯·福卡斯于1022年8月15日被克西菲阿斯刺杀，此后不久叛乱也以失败告终。

## 生平
尼基弗罗斯·福卡斯·巴里特拉海洛斯是将领小巴尔达斯·福卡斯之子，并有一个长兄利奥。970年春季，他的叔祖父尼基弗罗斯二世皇帝被约翰·齐米斯科斯刺杀，父亲在家族的根据地卡帕多西亚起兵反抗，约翰派副手巴尔达斯·斯克勒罗斯前往镇压，在其利诱下，许多福卡斯家族的支持者倒戈，他的父亲被迫投降。尽管史料没有提及，但在此之后年幼的尼基弗罗斯应该是同父亲及其他族人一样被流放到了爱琴海的希俄斯岛。

### 参与巴尔达斯·福卡斯与巴尔达斯·斯克勒罗斯的叛乱

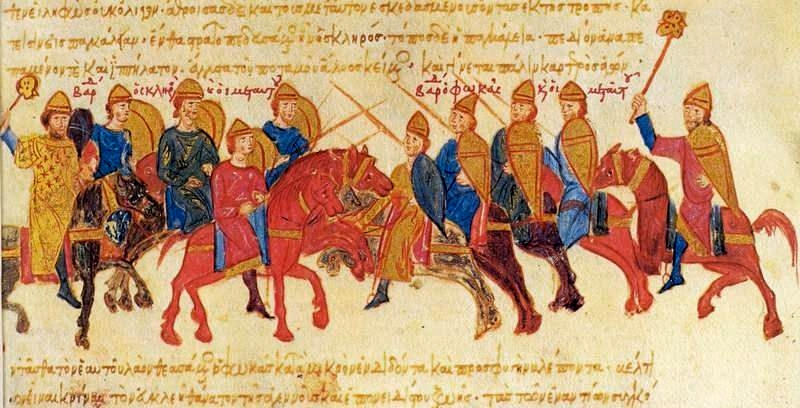
《马德里的斯基利齐斯手抄本》插图：小巴尔达斯·福卡斯与巴尔达斯·斯克勒罗斯作战

978年，约翰一世·齐米斯科斯去世，巴西尔二世来到台前掌权，不久后巴尔达斯·斯克勒罗斯叛乱，占领了小亚细亚大部，尼基弗罗斯的父亲小巴尔达斯·福卡斯被召回，被任命为统帅，率军前去攻打斯克勒罗斯，一开始作战不利，但979年的决战中小巴尔达斯·福卡斯取胜，迫使斯克勒罗斯逃出帝国东部边界，前往巴格达的白益王朝宫廷安身。 
987年，斯克勒罗斯从巴格达返回，准备再次发动叛乱，他联系小巴尔达斯·福卡斯准备共同起兵，但对方假意合作，双方见面后他就被小巴尔达斯囚禁。小巴尔达斯·福卡斯随后于987年8月或9月称帝，发动了自己的叛乱。小巴尔达斯之子尼基弗罗斯也在此时第一次出现在史料之中，父亲派他前往陶的大卫三世处寻求支援，以对抗在后方特拉比松登陆，招募了亚美尼亚军队的敌方将领格雷戈里·塔罗尼特斯。尼基弗罗斯从大卫三世处得到了1千格鲁吉亚士兵，击败了塔罗尼特斯，但不久后消息传来，他的父亲于989年4月13日在阿卑多斯战役中阵亡，这使得叛军作鸟兽散，格鲁吉亚士兵回国，尼基弗罗斯的士兵也返回家乡。 尼基弗罗斯逃亡提罗波伊翁（Tyropoion）堡垒，即母亲和被囚禁的斯克勒罗斯所在之地。他和兄长利奥决定支持斯克勒罗斯称帝，继续抗争，但斯克勒罗斯年老而疲倦，决定停止抵抗并向皇帝投降，换取宽恕，尼基弗罗斯也决定投降，并被宽恕且允许保留其特权；利奥则决定以安条克为基地继续抵抗，但城中市民将其交给了巴西尔二世。

### 与尼基弗罗斯·克西菲阿斯叛乱及死亡
自此之后直到1022年，尼基弗罗斯·福卡斯都没有在史料中出现。1022年夏天，正当巴西尔二世率军攻打格鲁吉亚国王乔治一世时，尼基弗罗斯·福卡斯与另一位将领尼基弗罗斯·克西菲阿斯 发动叛乱。 他们计划推翻巴西尔二世，但双方都有称帝之心，导致叛乱很快失败。尼基弗罗斯·克西菲阿斯担任地位崇高的安纳托利亚军区将军职务，尼基弗罗斯·福卡斯则只有“贵族”的荣誉头衔，没有官职，但据同时代的阿拉伯基督徒史家安条克的叶海亚 的记载，许多贵人都因福卡斯家族的威名而投奔与他，引起了克西菲阿斯的嫉妒。

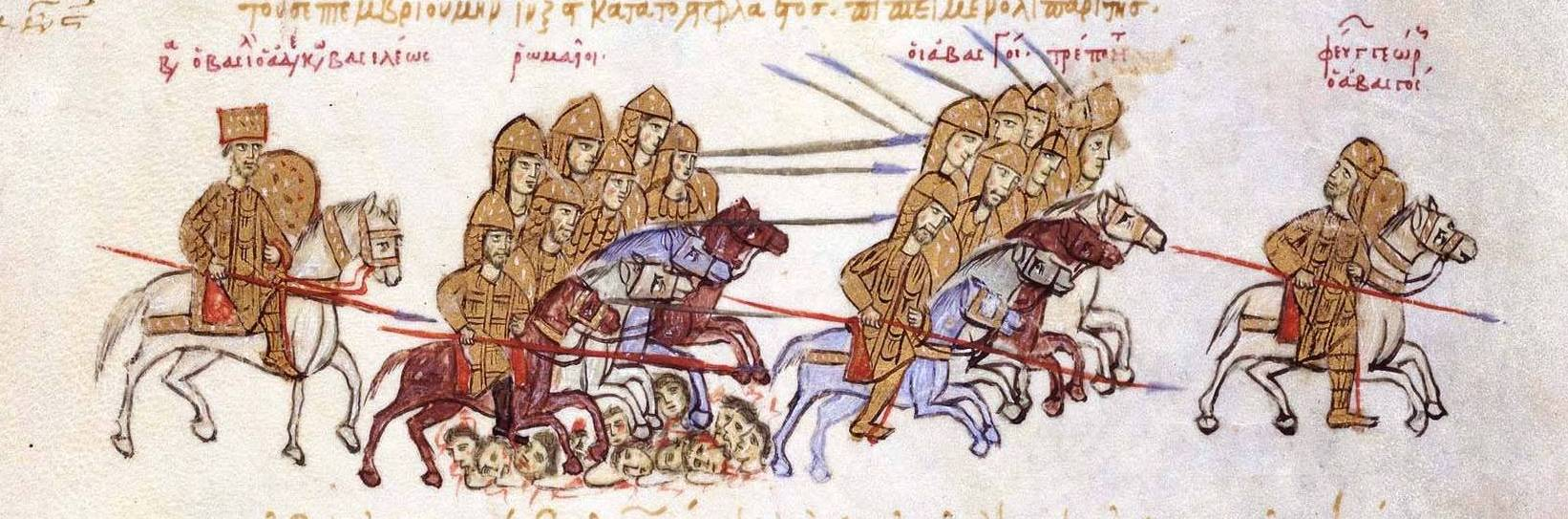
《马德里的斯基利齐斯手抄本》插图：巴西尔二世击败格鲁吉亚人

福卡斯与克西菲阿斯的叛乱对皇帝的威胁很大，因为他们占据了卡帕多西亚，有可能截断皇帝的后路，使他面临两个敌人的夹击，实际上，两人确实也联系了乔治一世商讨合作。 巴西尔二世闻讯撤退到安全的马兹达特（Mazdat）堡垒，根据约翰·斯基里策斯的记载，他派遣使者前往叛乱者处，挑拨二人的关系，而安条克的叶海亚则称他任命狄奥菲拉克特·达拉瑟诺斯为新任安纳托利亚军区将军并率军前往平叛。巴西尔的使者的事迹未知，但是1022年8月15日，克西菲阿斯邀请尼基弗罗斯·福卡斯会面，会上命令自己的侍从将其刺杀。 亚美尼亚的史料则不太可靠地声称福卡斯是被瓦斯普拉坎的前君主塞内克里姆-霍夫汉内斯·阿尔茨鲁尼或其子大卫或其追随者所杀，其头颅被送给巴西尔，巴西尔将其插在木桩上，在马兹达特示众。
尼基弗罗斯·福卡斯死后，叛军也迅速瓦解，克西菲阿斯被捕，被迫出家为修士。解除了后方的威胁后，巴西尔二世也击败了乔治一世，迫其接受自己的要求。 叛乱的支持者们被囚禁，直到1025年巴西尔二世去世后被释放，但是继位的君士坦丁八世于1026年指控尼基弗罗斯之子巴尔达斯涉嫌阴谋反对皇帝，弄瞎了这一福卡斯家族最后一个成员的双眼。

## 引用
1. 1 2 3 4 5 6 7 8 9 10 11  PmbZ，Nikephoros Phokas Barytrachelos (#25675).
2. ↑  Treadgold 1997，第507–508頁.
3. ↑  Whittow 1996，第354–355頁.
4. ↑  Treadgold 1997，第514–516頁.
5. ↑  Whittow 1996，第363–365頁.
6. ↑  Treadgold 1997，第517頁.
7. ↑  Whittow 1996，第370–371頁.
8. ↑  Treadgold 1997，第518頁.
9. ↑  Treadgold 1997，第518–519頁.
10. ↑  Whittow 1996，第373頁.
11. 1 2  Cheynet 1990，第36–37頁.
12. 1 2  Treadgold 1997，第530頁.
13. 1 2  Cheynet 1990，第36–37, 333頁.
14. ↑  Cheynet 1990，第37, 333頁.
15. ↑  Cheynet 1990，第37頁.
16. ↑  . Prosopography of the Byzantine World（英语：Prosopography of the Byzantine World）.   [2025-05-18]. （原始内容存档于2021-04-10）.
17. ↑  Cheynet 1990，第39, 333頁.
18. ↑  ODB，"Phokas" (A. Kazhdan), pp. 1665–1666.